# Église Saint-Denys-du-Saint-Sacrement
L'église Saint-Denys-du-Saint-Sacrement est située au 68 ter, rue de Turenne, dans le 3e arrondissement de Paris. L’architecture néoclassique et la décoration en sont typiques du début du XIXe siècle.

## Situation et accès
Ce site est desservi par la station de métro Saint-Sébastien - Froissart.

## Origine du nom
Elle a été nommée ainsi en mémoire du premier évêque de Paris, saint Denis (en conservant une graphie ancienne du nom de ce saint appelé Dionysius en latin), et en mémoire des Bénédictines de l'Adoration perpétuelle du Très-Saint-Sacrement qui s'étaient installées là à l'époque de la Réforme catholique.

## Historique

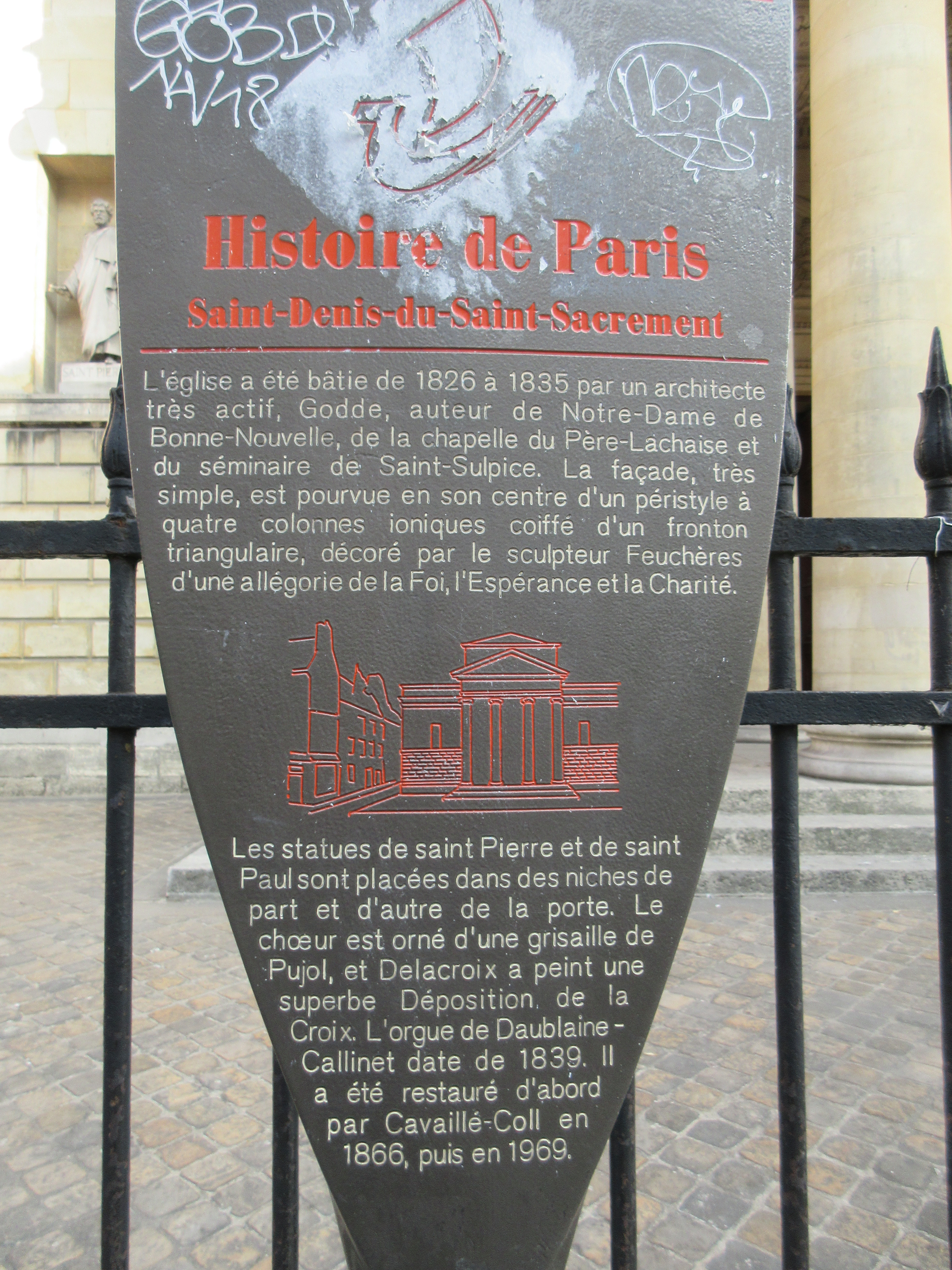
Panneau Histoire de Paris.

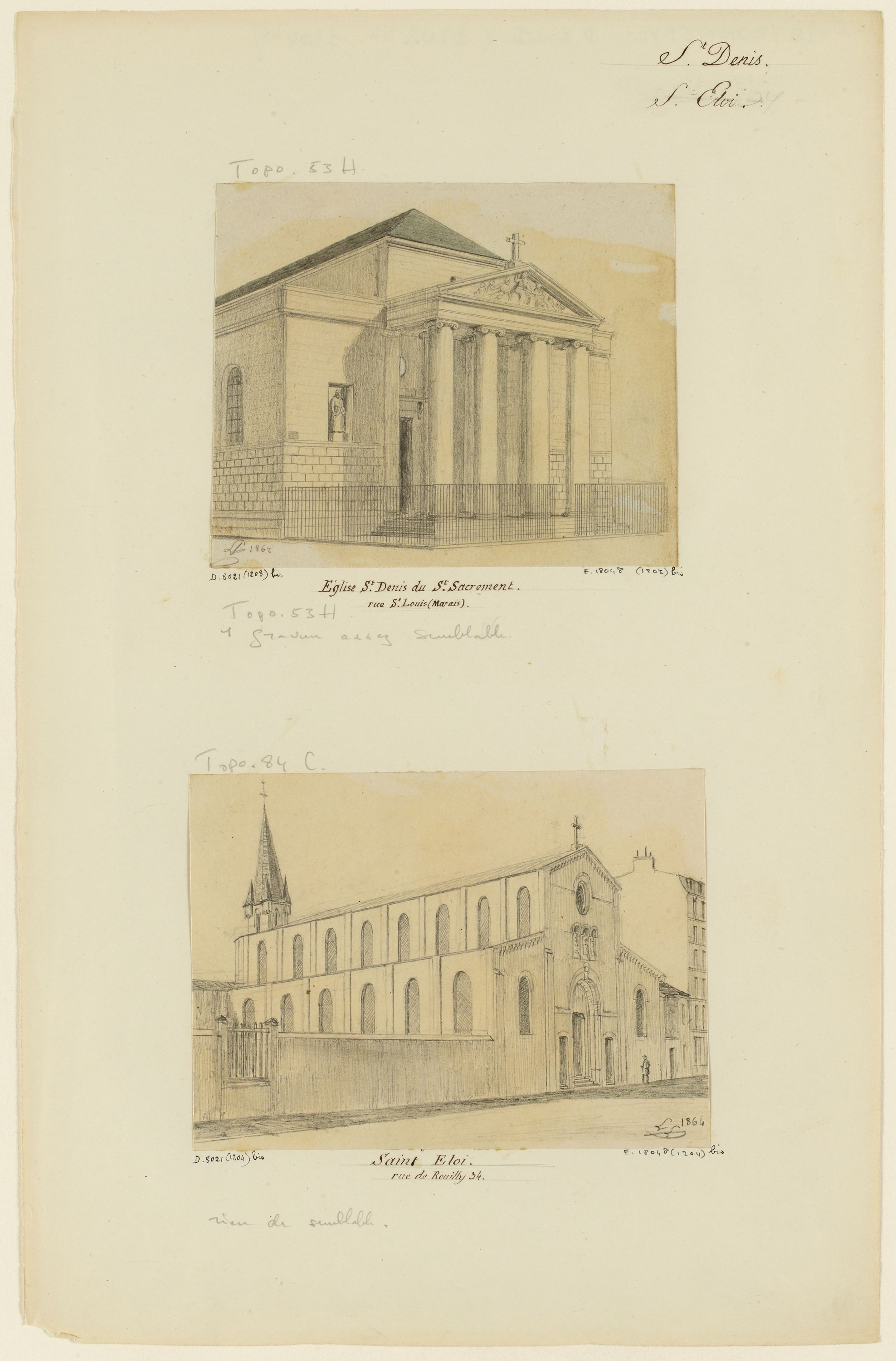
Dessin de Léon Leymonnerye (1862).

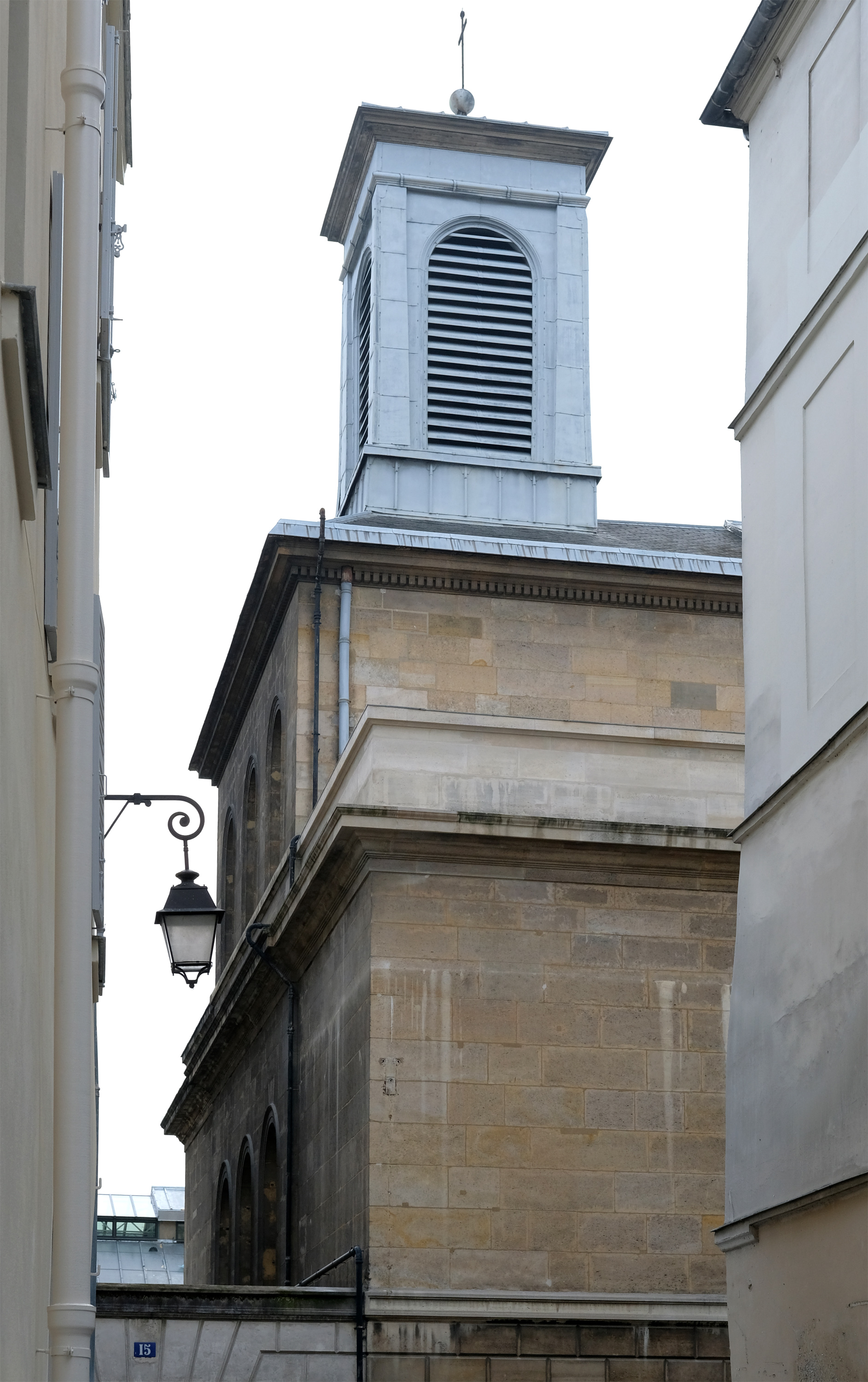
Clocher de l'église Saint-Denis-du-Saint-Sacrement vu depuis l'impasse Saint-Claude.

Au cœur du quartier du Marais, au XVIIe siècle, de nombreux et somptueux hôtels se construisent dont l’hôtel de Turenne, à l’angle de la rue Saint-Claude et de la rue Neuve-Saint-Louis (actuelle rue de Turenne). 
En 1684 s’installe dans cet hôtel le deuxième monastère des Bénédictines de l'Adoration perpétuelle du Très-Saint-Sacrement. Il doit son origine à quelques religieuses que la supérieure du monastère de Toul envoya dans cette ville en 1674, pour les soustraire au climat guerrier découlant du conflit entre Charles IV de Lorraine et Louis XIV. 
Ces religieuses furent d'abord recueillies dans le couvent que leur ordre possédait déjà rue Cassette. Ayant ensuite obtenu de l'archevêque de Paris la permission de prendre à loyer une maison habitée par les sœurs de la congrégation de Notre-Dame, et que celles-ci venaient de quitter pour aller s'établir ailleurs, les filles du Saint-Sacrement entrèrent, le 26 octobre 1674, dans cette nouvelle demeure, située rue des Jeûneurs, près de la porte Montmartre. Elles y restèrent jusqu'en 1680, époque à laquelle cette maison fut vendue. 
Obligées de chercher un nouvel asile, ces religieuses jetèrent les yeux sur une maison située au-delà de la porte de Richelieu, et s'y installèrent, avec l'espérance d'y faire enfin un établissement durable, en vertu de lettres-patentes qu'elles avaient obtenues de la faveur du roi cette même année. Mais ce logement était trop incommode pour une communauté; et elles cherchaient à acheter une autre maison, lorsque la duchesse d'Aiguillon vint à leur secours. 
Cette dame, ayant appris l'embarras dans lequel se trouvaient les filles du Saint-Sacrement, leur fit le don de l'hôtel de Turenne, situé rue Neuve-Saint-Louis au Marais, qu'elle venait d'acquérir peu de temps auparavant du cardinal de Bouillon, en échange de la terre, seigneurie et châtellenie de Pontoise. Ceci arriva en 1684. Elles en firent leur nouveau monastère et acquirent pour le compléter un petit terrain pour y construire leur chapelle d'environ 80 places, avec un maître-autel décoré d'un tableau de Hallé représentant la fraction du pain.
Les Bénédictines furent chassées par la Révolution en 1792. Après le concordat de 1802, la chapelle devint un oratoire annexe du couvent des Minimes de la place Royale (actuelle place des Vosges). Devenue église paroissiale en 1803, Mgr Jean-Pierre Jalabert, vicaire de Paris, la bénit sous le vocable de Saint-Denys-au-Marais en 1809. 
Trop petite pour une population en pleine expansion, en 1823 la Ville de Paris acheta terrains et bâtiments en vue d’édifier une nouvelle église. Le projet fut confié en 1826 à un architecte de renom : Étienne-Hippolyte Godde, qui avait commencé quatre ans plus tôt la construction de Saint-Pierre-du-Gros-Caillou (rue Saint-Dominique dans le 7e). La première pierre a été posée le 15 septembre 1826 : une médaille du graveur Ursin Vatinelle, portant l'effigie de Charles X et le dessin de la façade projetée, commémore l'événement.
Il acheva le gros œuvre de l'église en 1835, année de sa consécration par Mgr Hyacinthe-Louis de Quélen, archevêque de Paris. Comme il n’y avait aucune église consacrée au premier évêque de Paris, martyr décapité, on confirma cette église du nom de Saint-Denys.
Elle a été classée monument historique par arrêté du 28 février 2014.

## Description
L’architecture néoclassique et la décoration sont typiques du début du XIXe siècle et fort similaires à Saint-Pierre-du-Gros-Caillou.

### La façade et son fronton

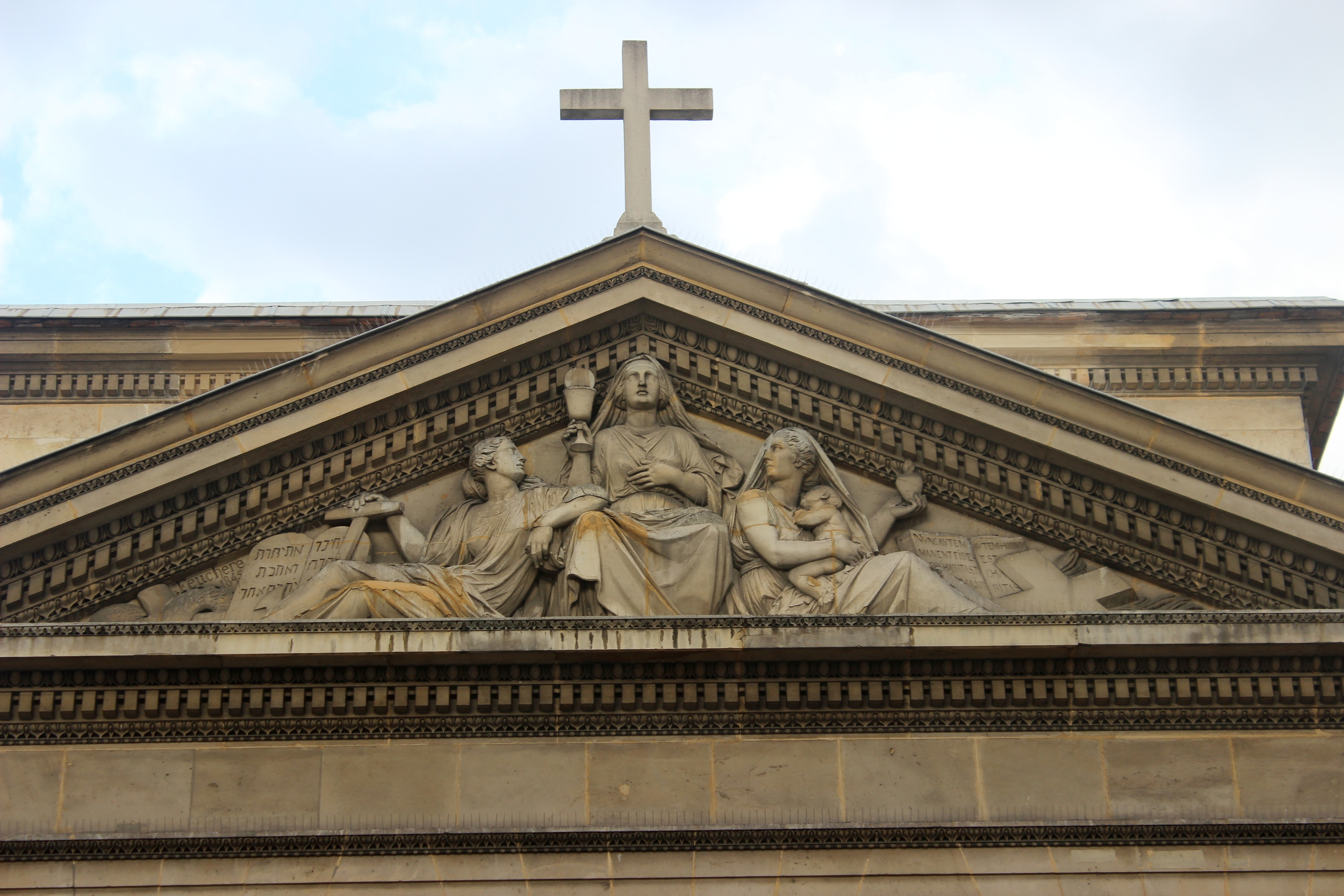
Fronton décoré par Feuchère

La façade très simple est pourvue en son centre d'un portique prostyle à quatre colonnes ioniques, surmonté d'un fronton triangulaire décoré d'un bas-relief par le sculpteur Jean-Jacques Feuchère et représentant les vertus théologales : au centre, la Foi qui élève le calice et l'hostie (le Saint Sacrement), à gauche, l'Espérance appuie l'ancre sur des tables rappelant le Chema Israël et à droite la Charité protège un enfant et tend un cœur brûlant vers le livre où se lit une phrase de l'hymne à la charité de saint Paul.
De part et d'autre de l'entrée, deux niches avec les statues de saint Paul et de saint Pierre du sculpteur Jean-François Legendre-Héral en 1849. Au-dessus du portail, Les quatre vertus cardinales (Prudence, Tempérance, Force et Justice), bas-reliefs, 1865, par Noémi Constant (1832-1888), alias Claude Vignon (à partir de 1866).

### L'intérieur
L'édifice comporte une nef rectangulaire sans transept ni chapelles latérales soutenue par douze colonnes qui rappellent le nombre des tribus d'Israël et des apôtres. Elle se prolonge par une abside à quatre colonnes. Le style est basilical (des premières églises romaines). La voûte en plein cintre comporte un plafond à caissons. Au-dessus du chœur s’élève une coupole en forme de cul-de-four éclairée par un oculus zénithal. Les bas-côtés se terminent par quatre chapelles : chapelle de la Vierge, de saint Denis, de saint Jean-Baptiste et de sainte Geneviève.

### Les orgues
L'église possède deux orgues.

#### Orgue de tribune

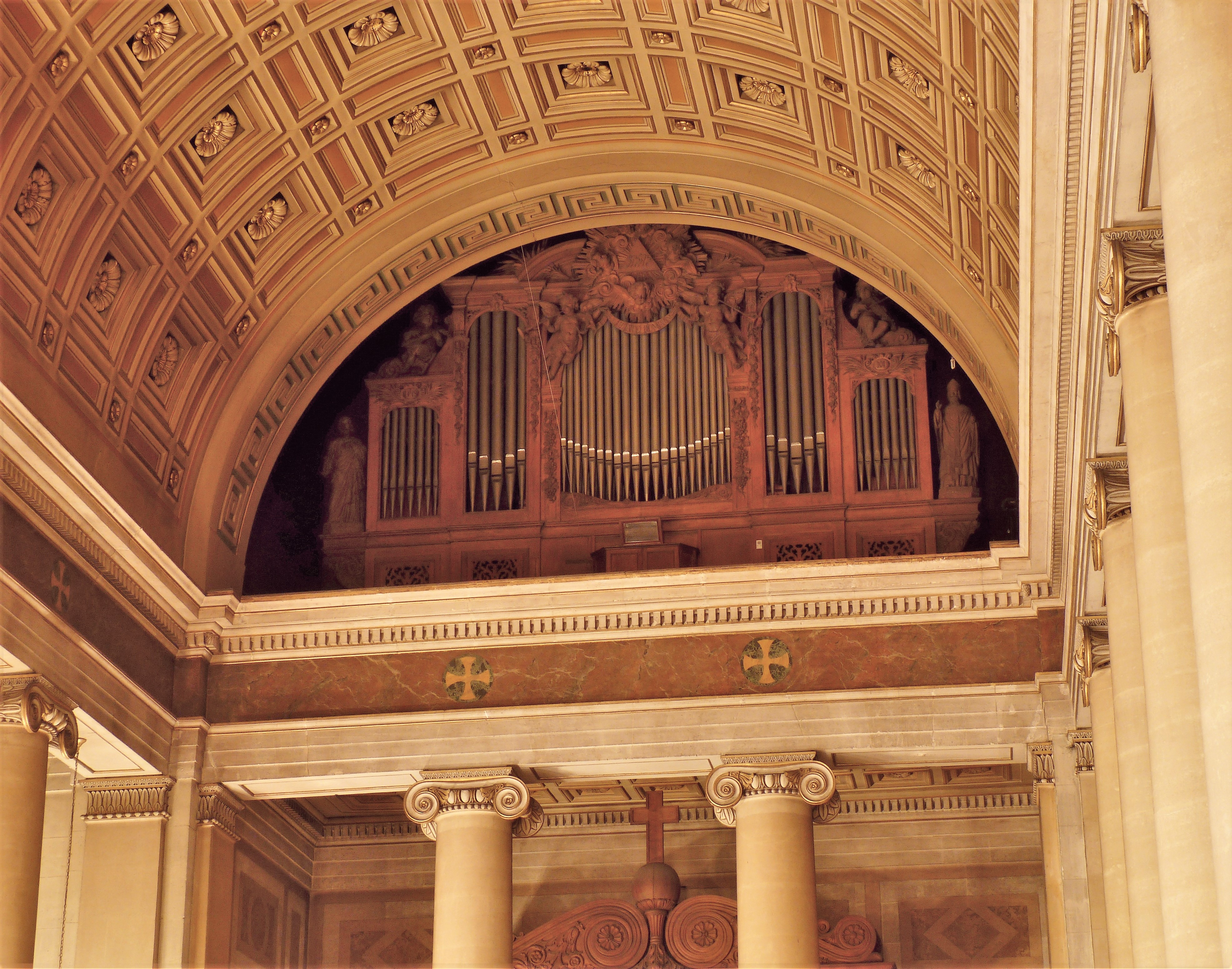
L'orgue de tribune.

Le grand orgue sur tribune en façade ouest fut l'un des premiers construits par la maison Daublaine Callinet en 1839 sous la direction artistique de Félix Danjou. Avant d'être acquis par la paroisse Saint-Denys-du-Saint-Sacrement il avait figuré à l'Exposition de l'Industrie où il avait été remarqué et jugé favorablement par Berlioz, Meyerbeer et d'Ortigue. C'était un instrument assez caractéristique de cette période dite "de transition", alliant les héritages du classicisme aux nouveautés d'alors (gambes, dulciane, clarinette à anches libres...). L'orgue disposait initialement de 31 jeux répartis sur 3 claviers et pédalier. Il fut reçu le 24 août 1839 par les organistes Séjean, Simon, Fessy et le facteur Davrainville. L'orgue a ensuite été restauré à plusieurs reprises, la première fois en 1867 par Cavaillé-Coll, puis en 1883, ensuite 1970 par Gutschenritter, et enfin en 1984 par Jacques Barberis. Il possède désormais 38 jeux ainsi qu'un bel exemple de soufflet (électrifié en 1970). Le facteur d'orgue actuel est Bernard Dargassies, tandis que l'organiste titulaire est depuis l'été 2012 Thierry Adhumeau.
Composition (orgue de tribune)
| Grand-orgue 56 notes |
| Quintaton 16'        |
| Montre 16'           |
| Montre 8'            |
| Bourdon 8'           |
| Flûte 8'             |
| Prestant 4'          |
| Plein-jeu V          |
| Cornet V             |
| Bombarde 16'         |
| Trompette 8'         |
| Clairon 4'           |

| Positif 56 notes |
| Salicional 8'    |
| Bourdon 8'       |
| Flûte 8'         |
| Flûte 4'         |
| Nasard 2' 2/3    |
| Doublette 2'     |
| Tierce 1' 3/5    |
| Cymbale II       |
| Cromorne 8'      |
| Trompette 8'     |

| Récit expressif 56 notes |
| Gambe 8'                 |
| Voix céleste 8'          |
| Bourdon 8'               |
| Flûte 4'                 |
| Octavin 2'               |
| Sesquialtera II          |
| Plein-jeu III            |
| Trompette 8'             |
| Basson-hautbois 8'       |
| Voix humaine 8'          |

| Pédale 30 notes |
| Soubasse 16'    |
| Flûte 8'        |
| Bourdon 8'      |
| Prestant 4'     |
| Bombarde 16'    |
| Trompette 8'    |
| Clairon 4'      |

#### Orgue de chœur

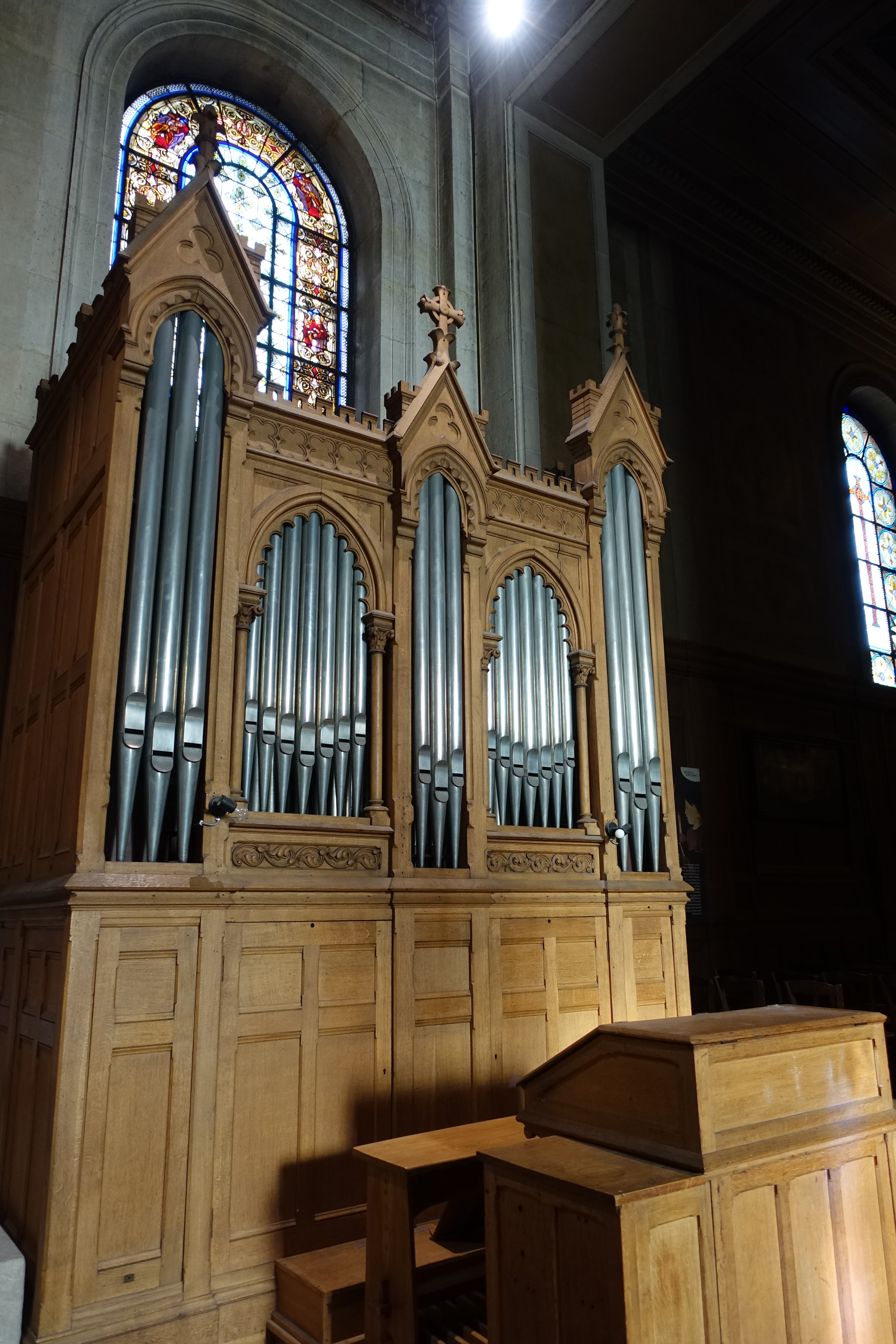
L'orgue de chœur.

L'orgue de chœur a été construit par Cavaillé-Coll en 1869. Il est à transmissions mécaniques.
Composition (orgue de chœur)
| Grand-orgue: 54 notes |
| Bourdon 16'           |
| Montre 8'             |
| Flûte harmonique 8'   |
| Prestant 4'           |

| Récit expressif : 54 notes |
| Viole de gambe 8'          |
| Voix céleste 8'            |
| Flûte octaviante 4'        |
| Plein-jeu harmonique       |
| Trompette 8'               |
| Basson-hautbois 8'         |

| Pédale : 30 notes |
| Soubasse 16'      |
| Bourdon 8'        |

### Œuvres d'art

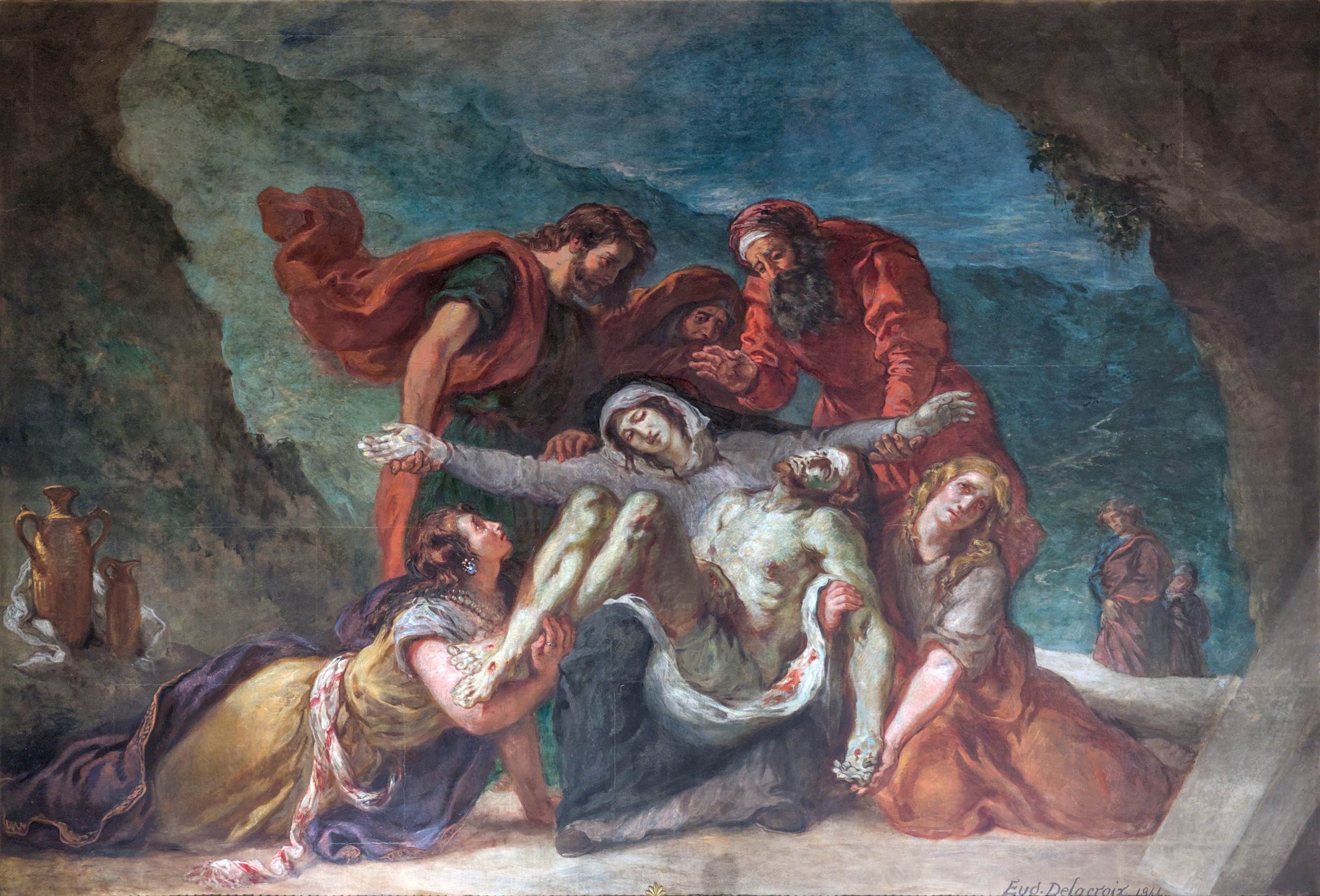
La Pietà, 1842-1844
Eugène Delacroix.

Aujourd’hui, la notoriété de l’église tient en partie au fait qu’elle abrite (dans la première chapelle à droite) une Pietà inspirée du Rosso Fiorentino exécutée en 17 jours par Delacroix en 1844, « ce chef-d’œuvre qui laisse dans l’esprit un sillon profond de mélancolie » selon Baudelaire
Une restauration en 1998 a révélé la beauté des Pèlerins d’Emmaüs, œuvre peinte à la cire par François-Edouard Picot en 1840 (dans la chapelle Saint-Denis, à gauche du chœur ).
Une grande grisaille d'un bas-relief en trompe-l'œil en forme de frise réalisée en 1838 par Alexandre-Denis Abel de Pujol orne la paroi du chœur. Un nouvel autel, conçu par Marc Couturier, y a été installé depuis 1995.
Un tableau bien plus ancien - il date de 1618 - est signé Madeleine Petit (bénédictine du Saint-Sacrement) :  Un ange tenant la sainte Face entre saint Pierre et saint Paul.
La chapelle Saint-Jean-Baptiste (à gauche de l’entrée) abrite un tableau de Gabriel-Christophe Guérin, Le Baptême du Christ (1819).

## La paroisse
La communauté paroissiale accueille l'une des maisons du Séminaire de Paris qui forme les futurs prêtres et participe ainsi au dynamisme de la vie paroissiale.

## Personnalités liées à l’église
- En 1867, Alphonse Daudet et Julia Allard se marient. Le témoin du marié est Frédéric Mistral[10].

## Galerie

Extérieur
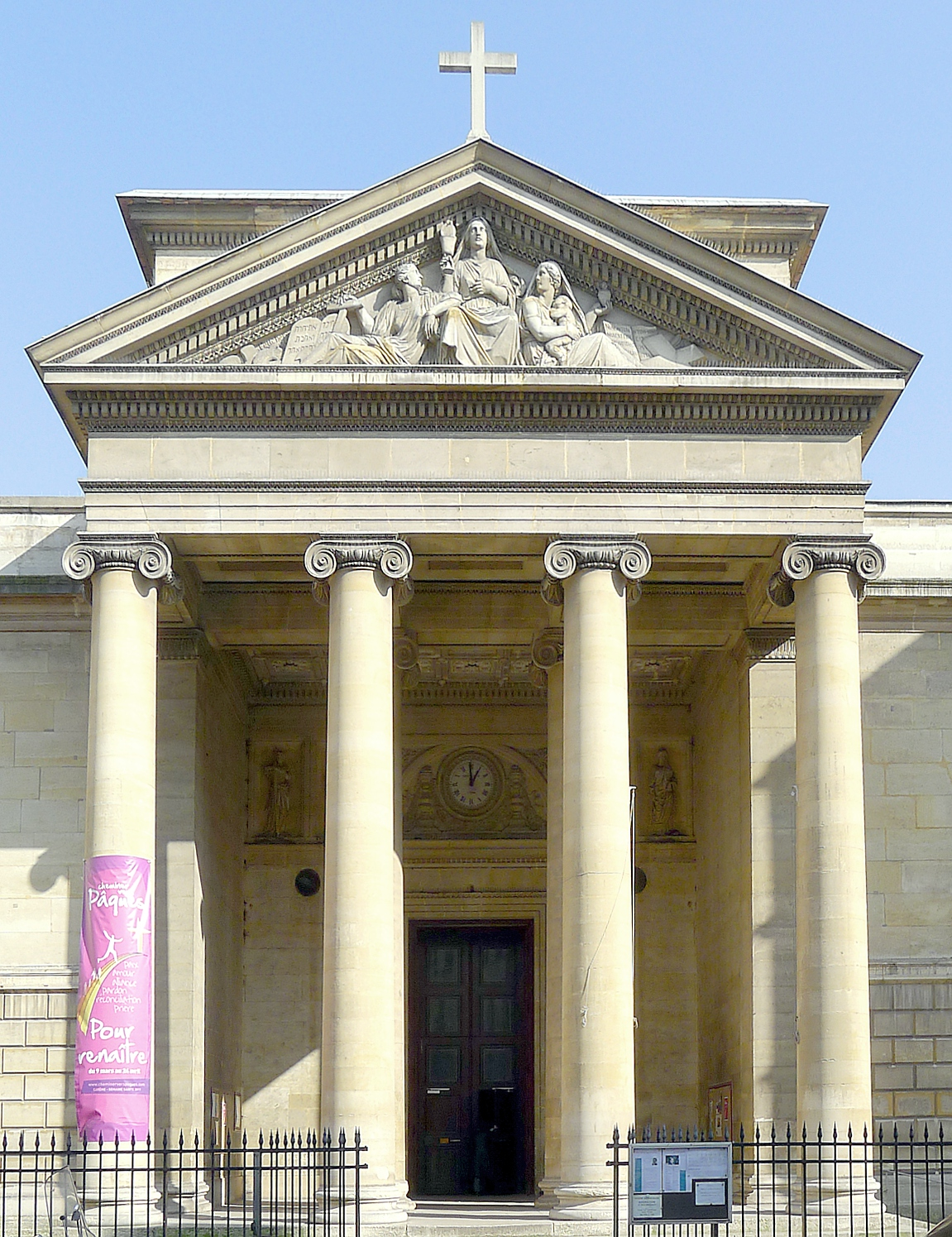
Façade.
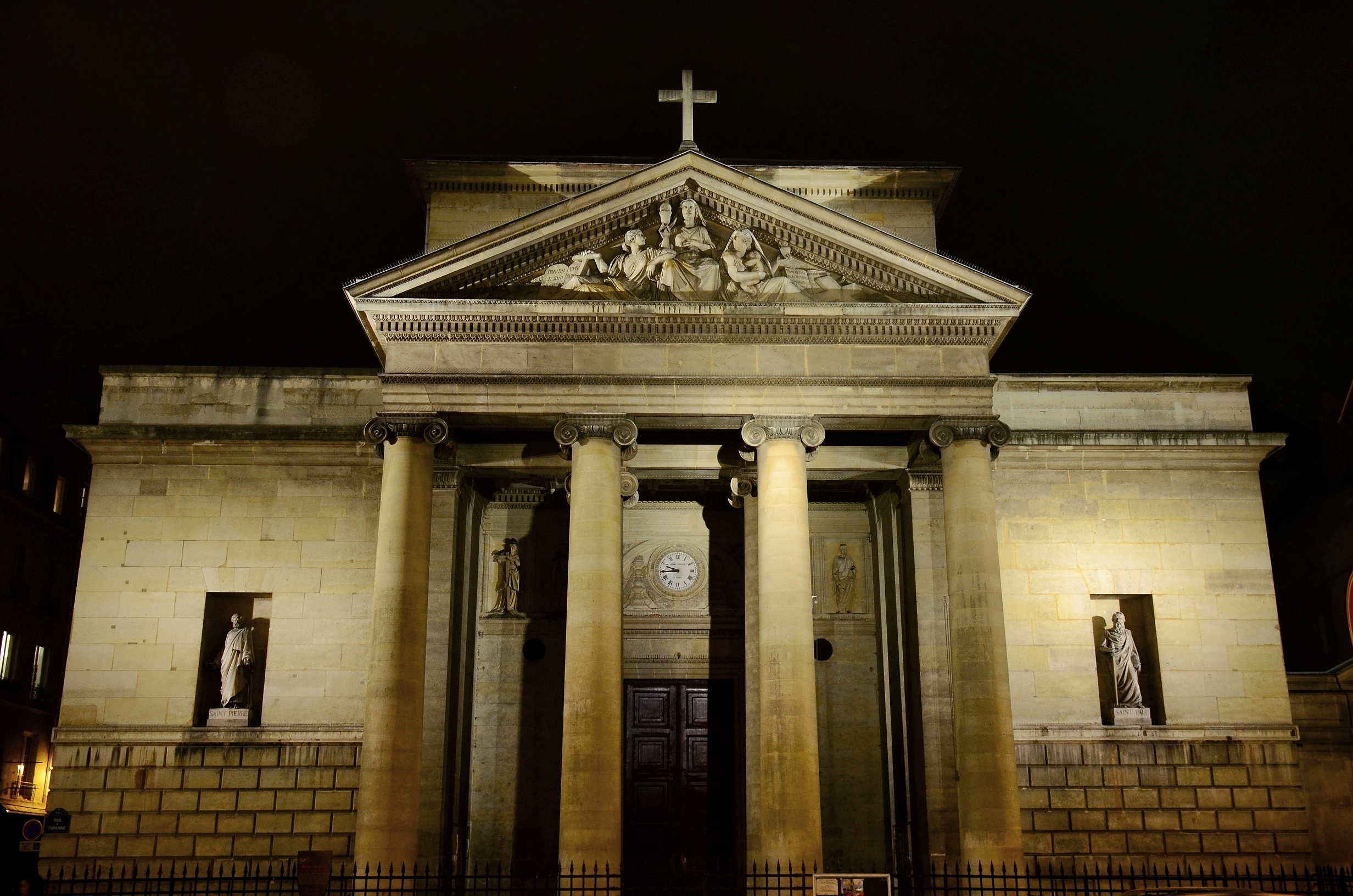
Façade de nuit.
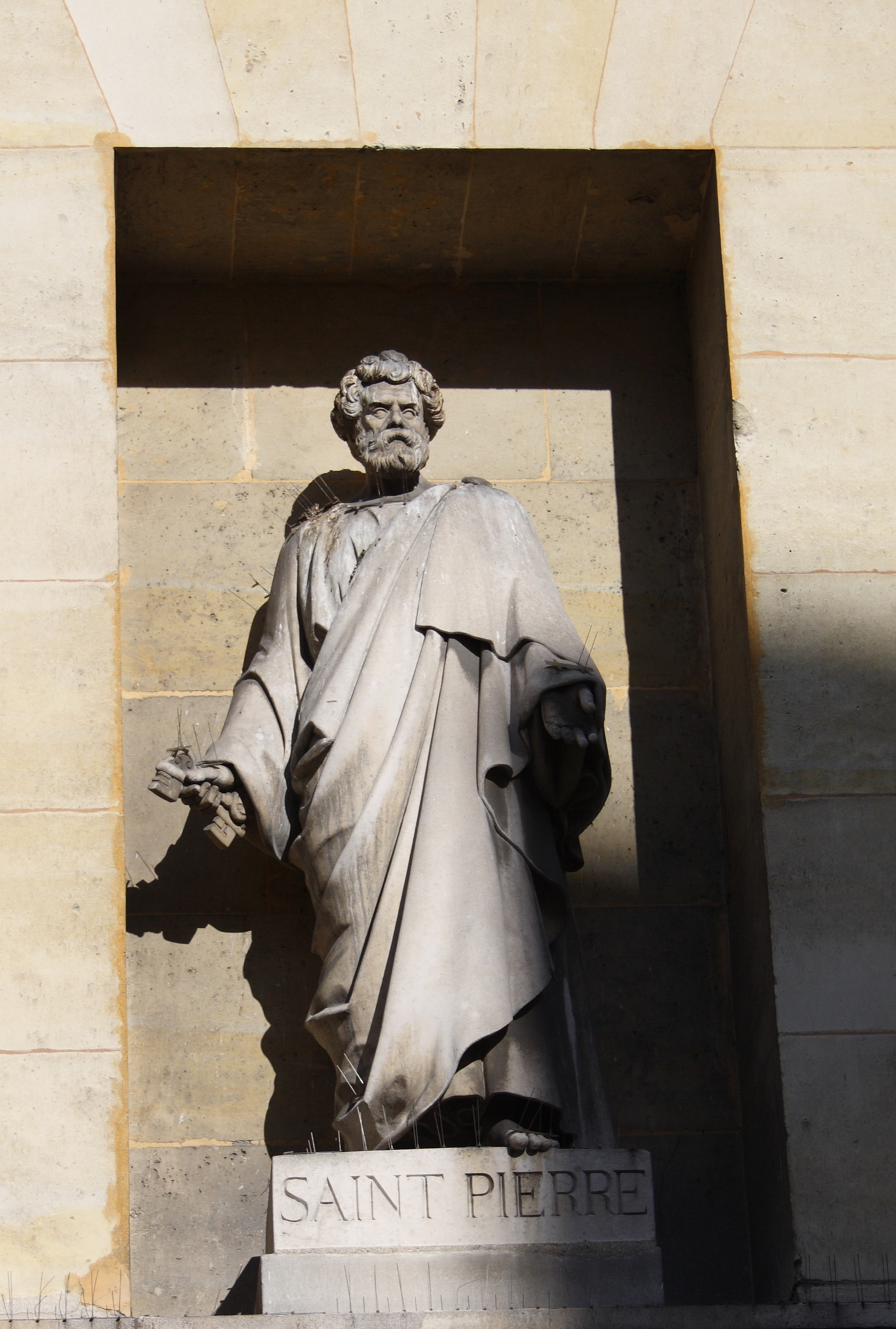
Statue de saint Pierre.
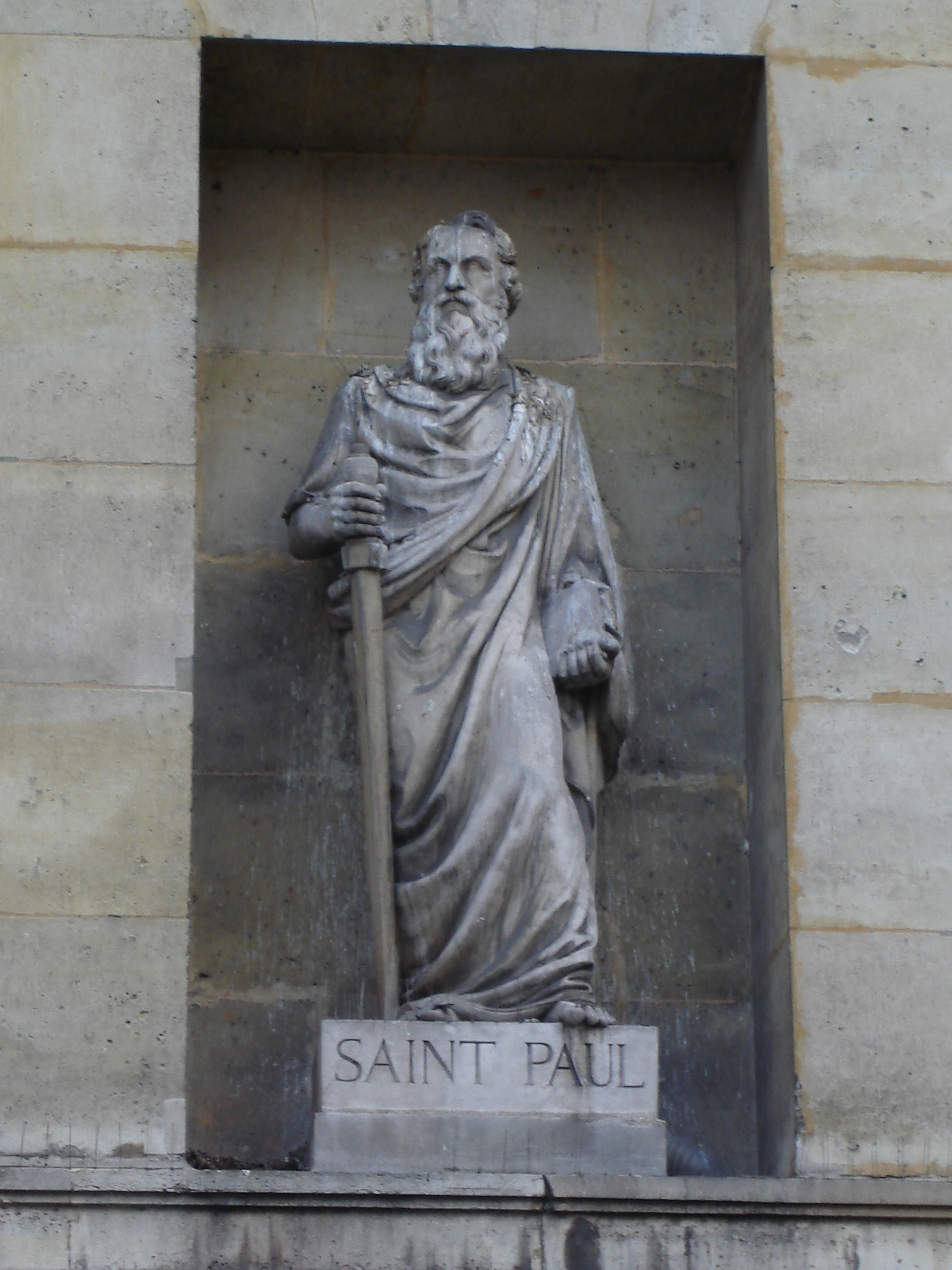
Statue de saint Paul.

Intérieur
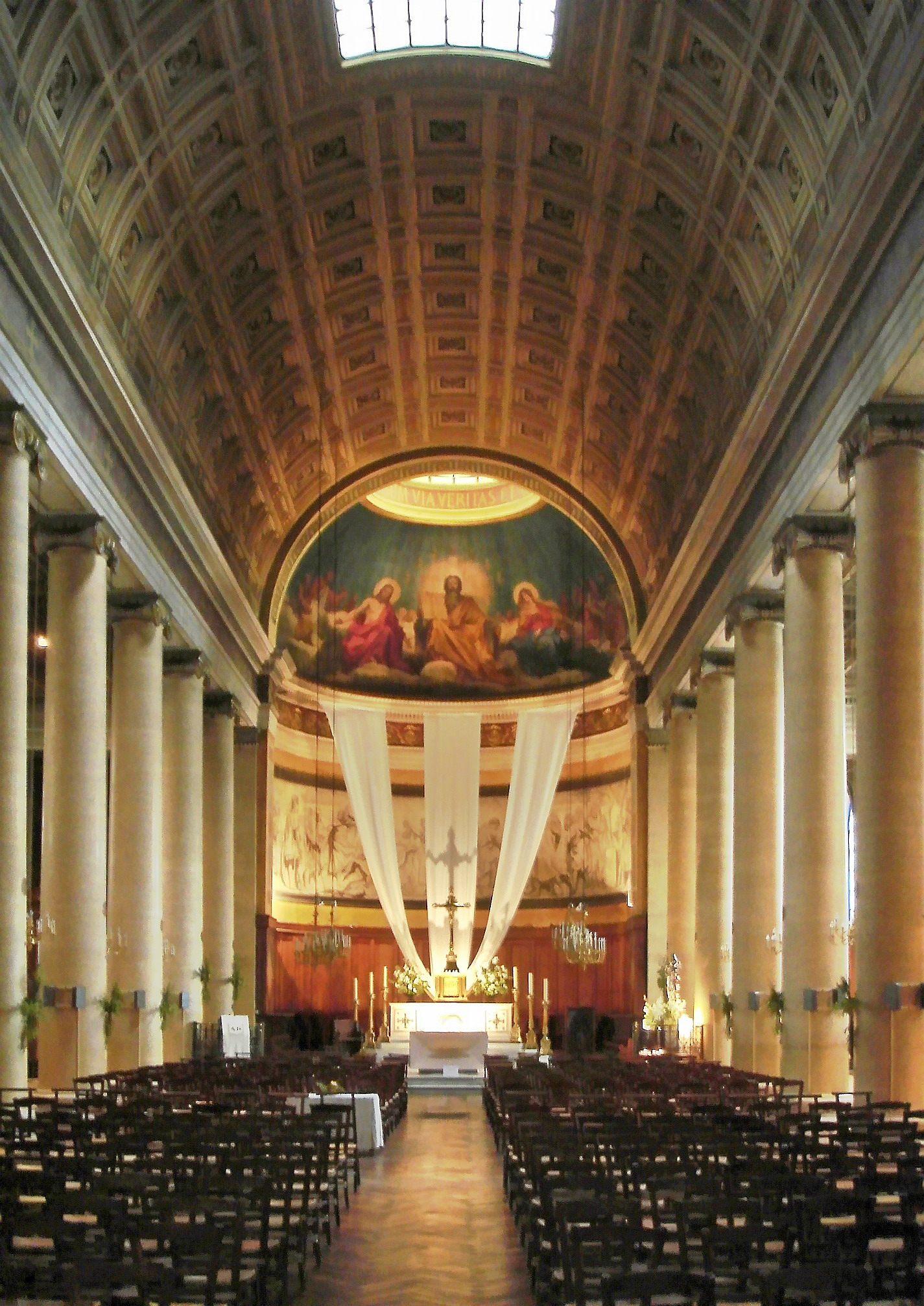
Nef.
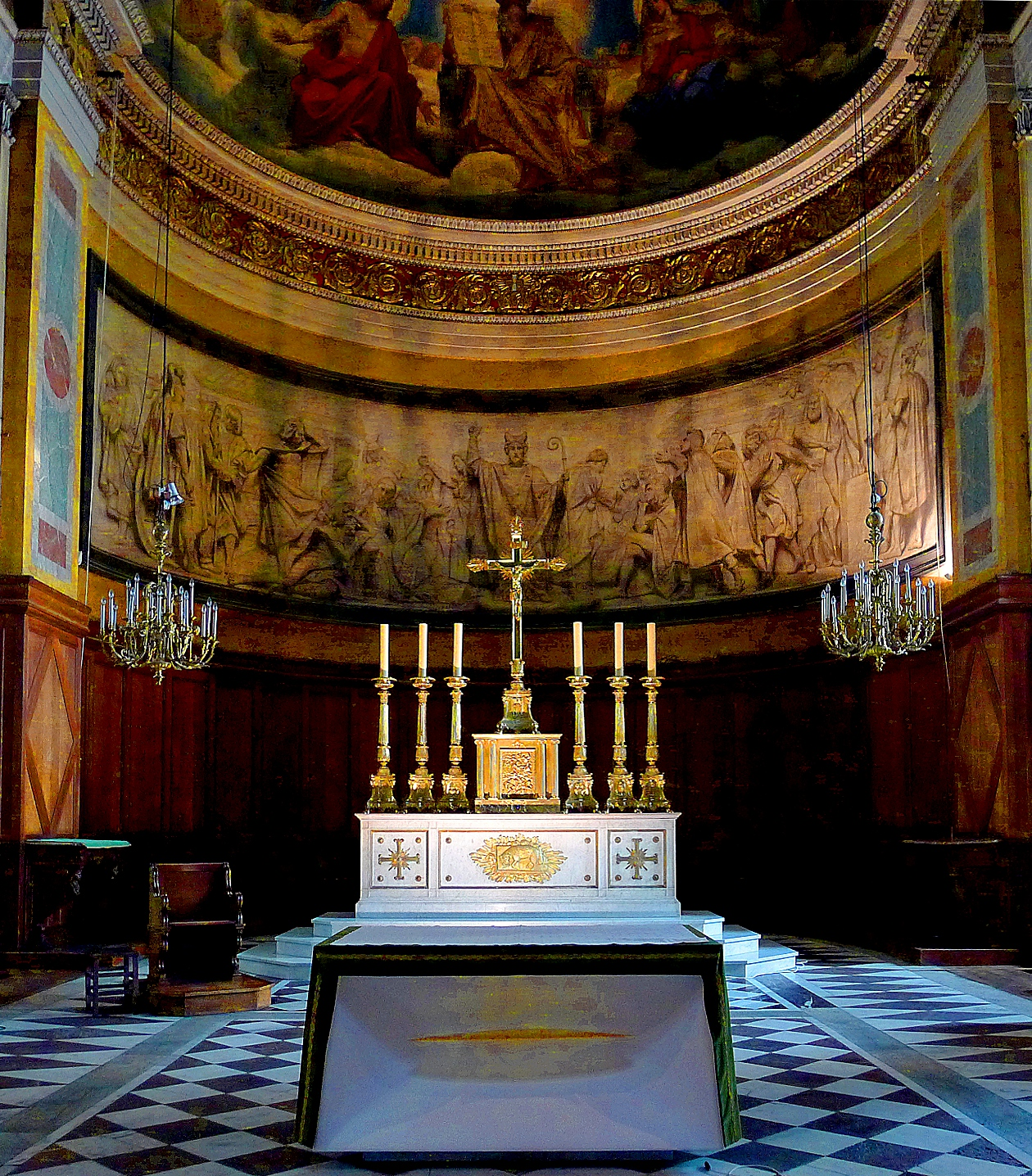
Autel, maître-autel et relief de l'abside Saint Denis prêchant dans les Gaules.
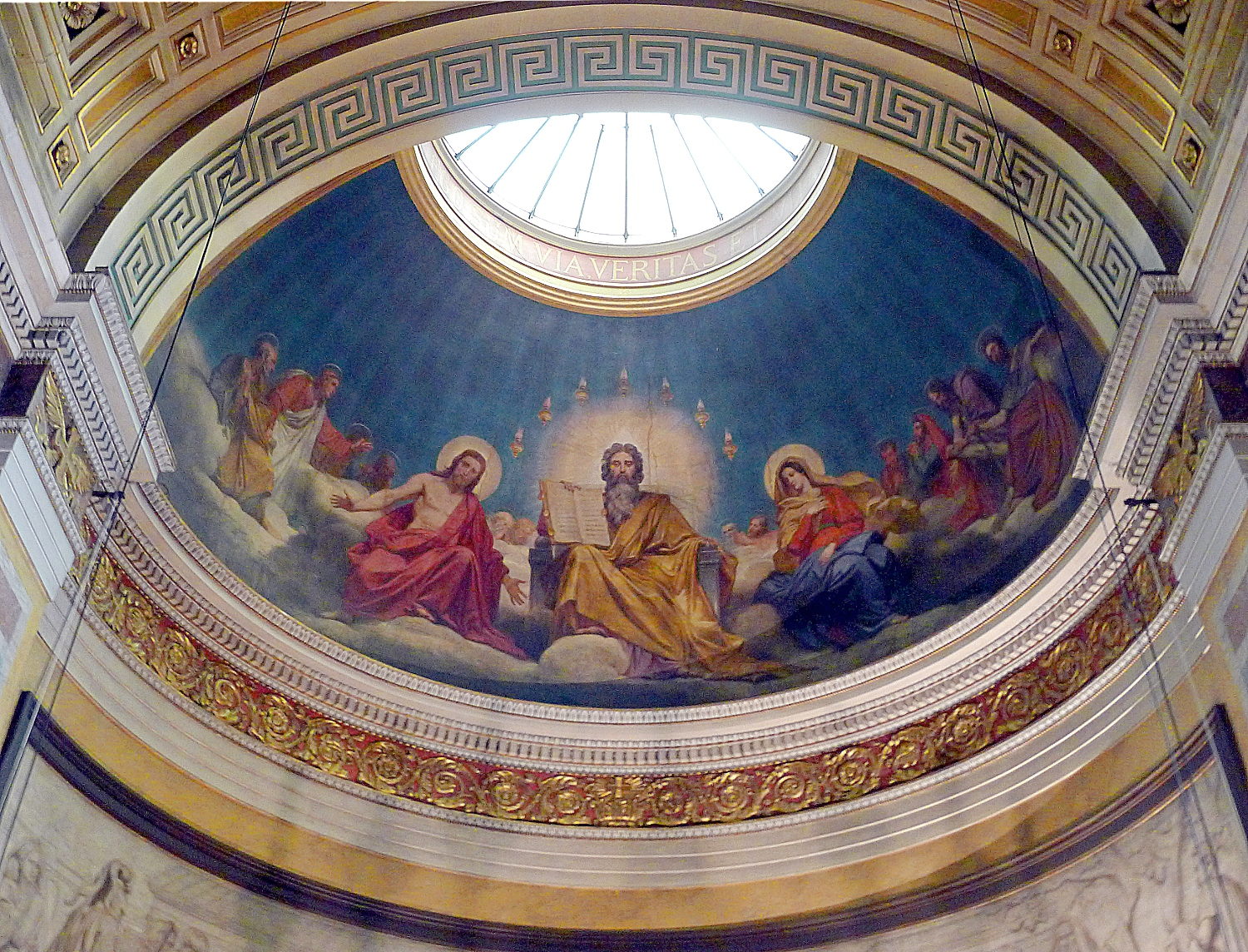
Coupole au-dessus du chœur, peinture d'Abel de Pujol (1838) Le Père éternel, le Christ et la Vierge.
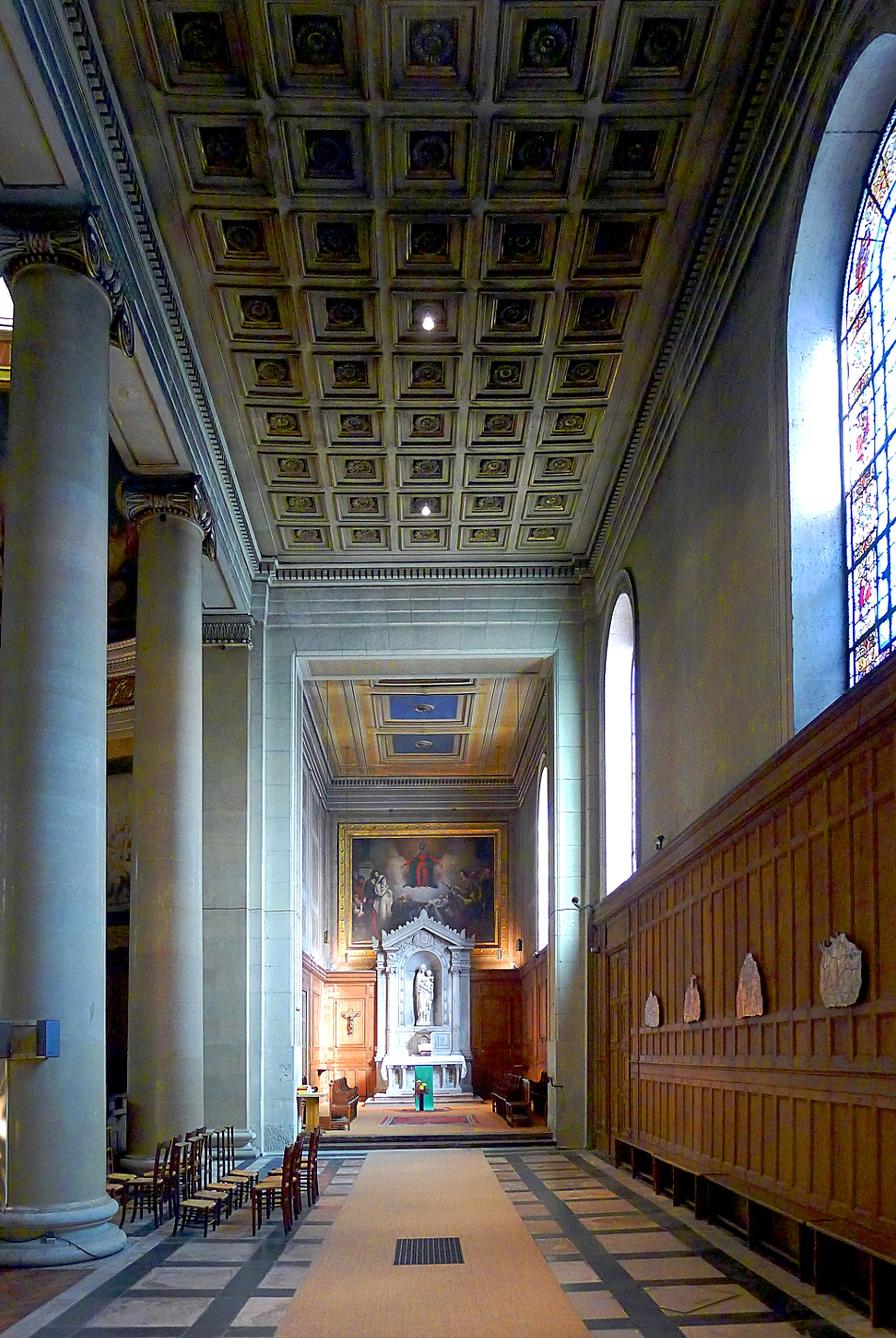
Collatéral sud avec la chapelle de la Vierge.
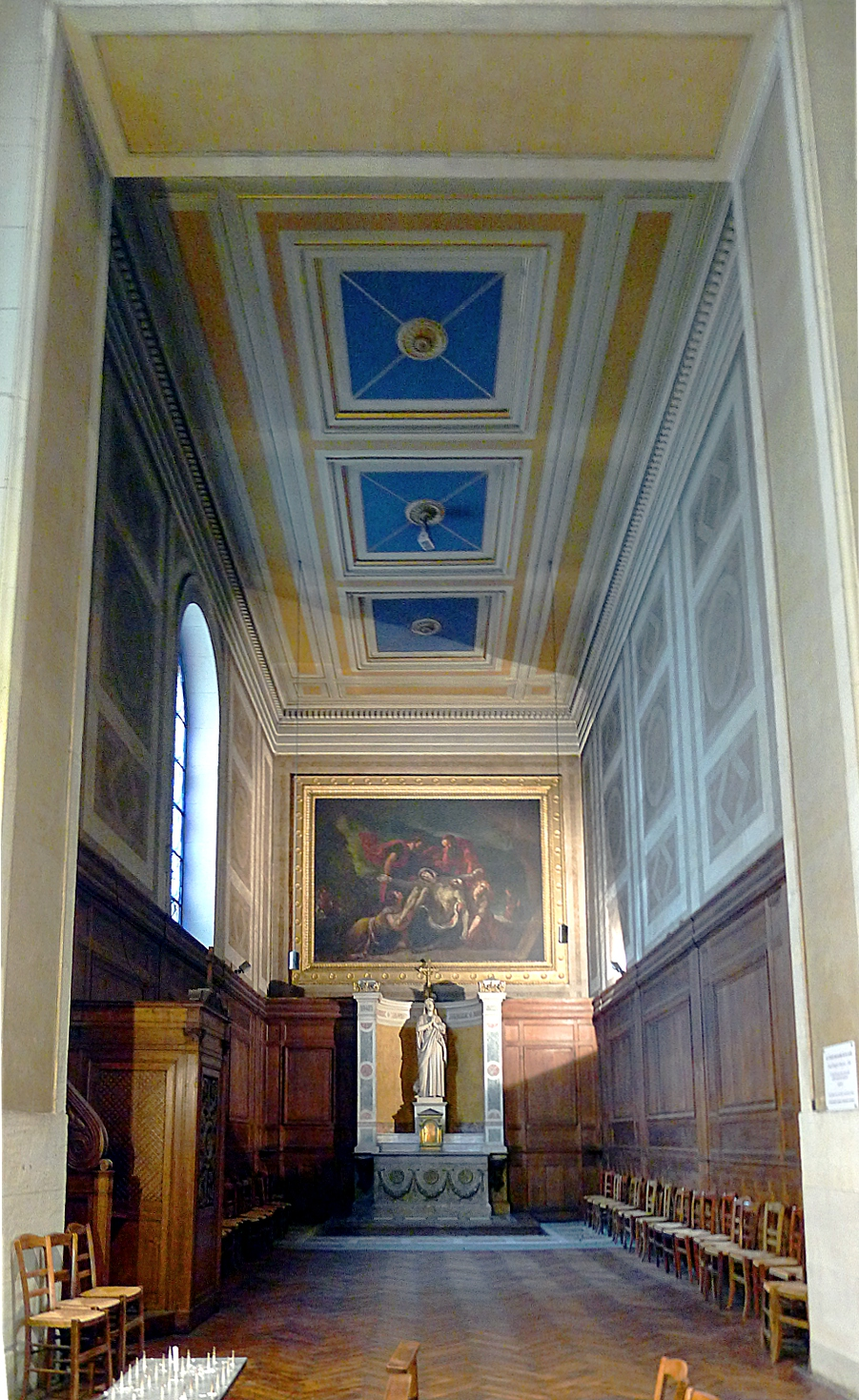
Chapelle sud Sainte-Geneviève.

Œuvres et mobilier
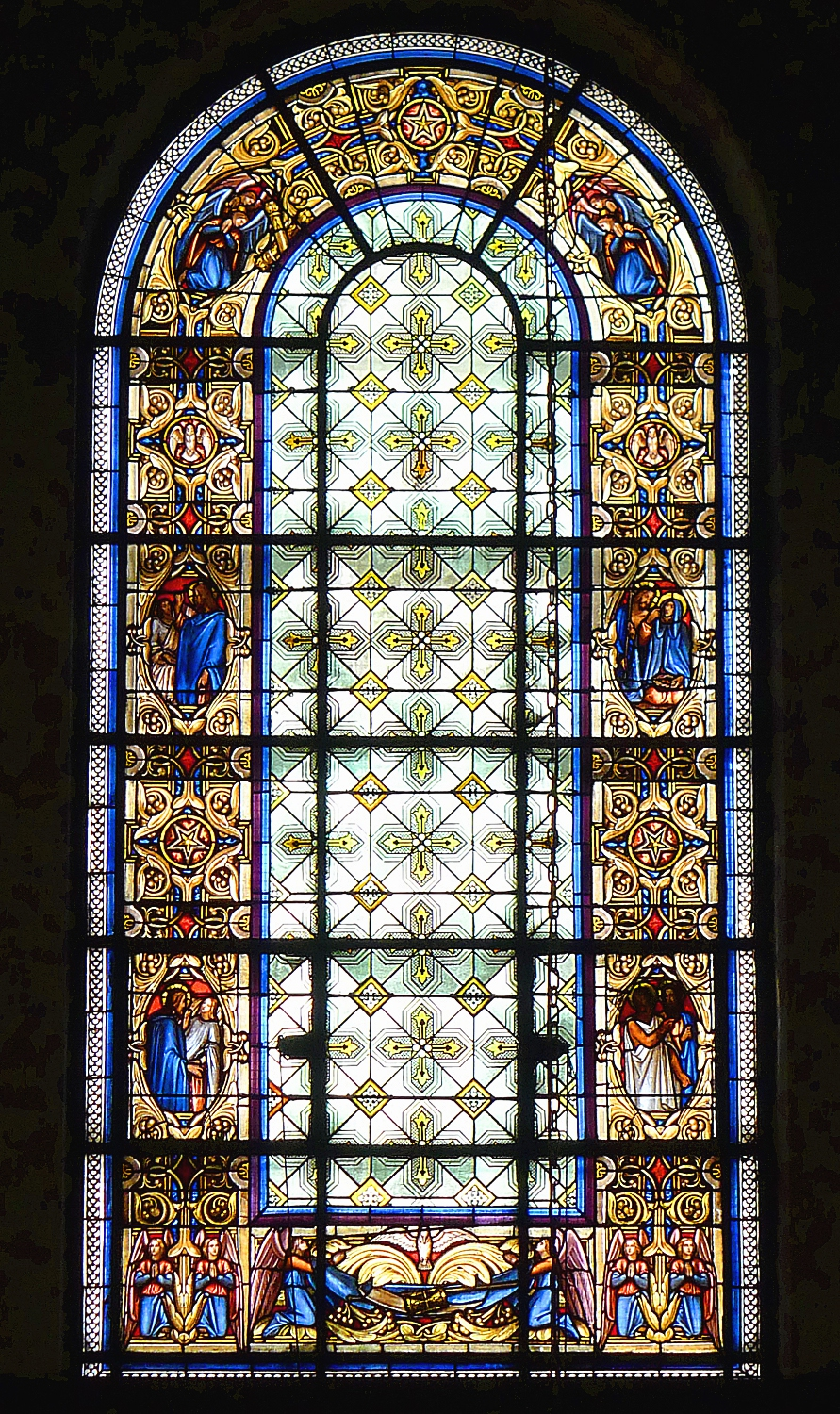
L'un des vitraux.
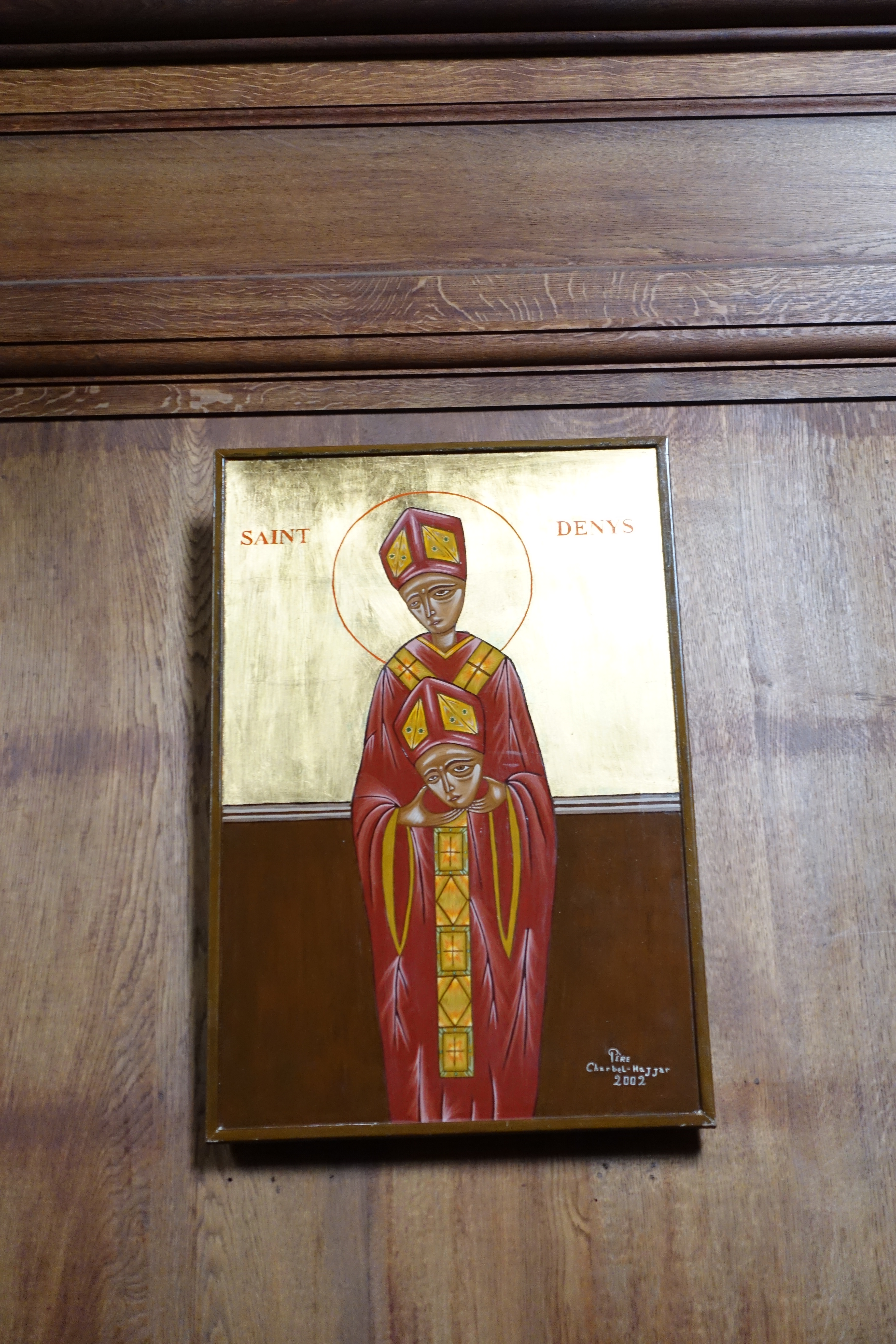
Icône de saint Denis écrite par le père Charbel Hajjar (2002).
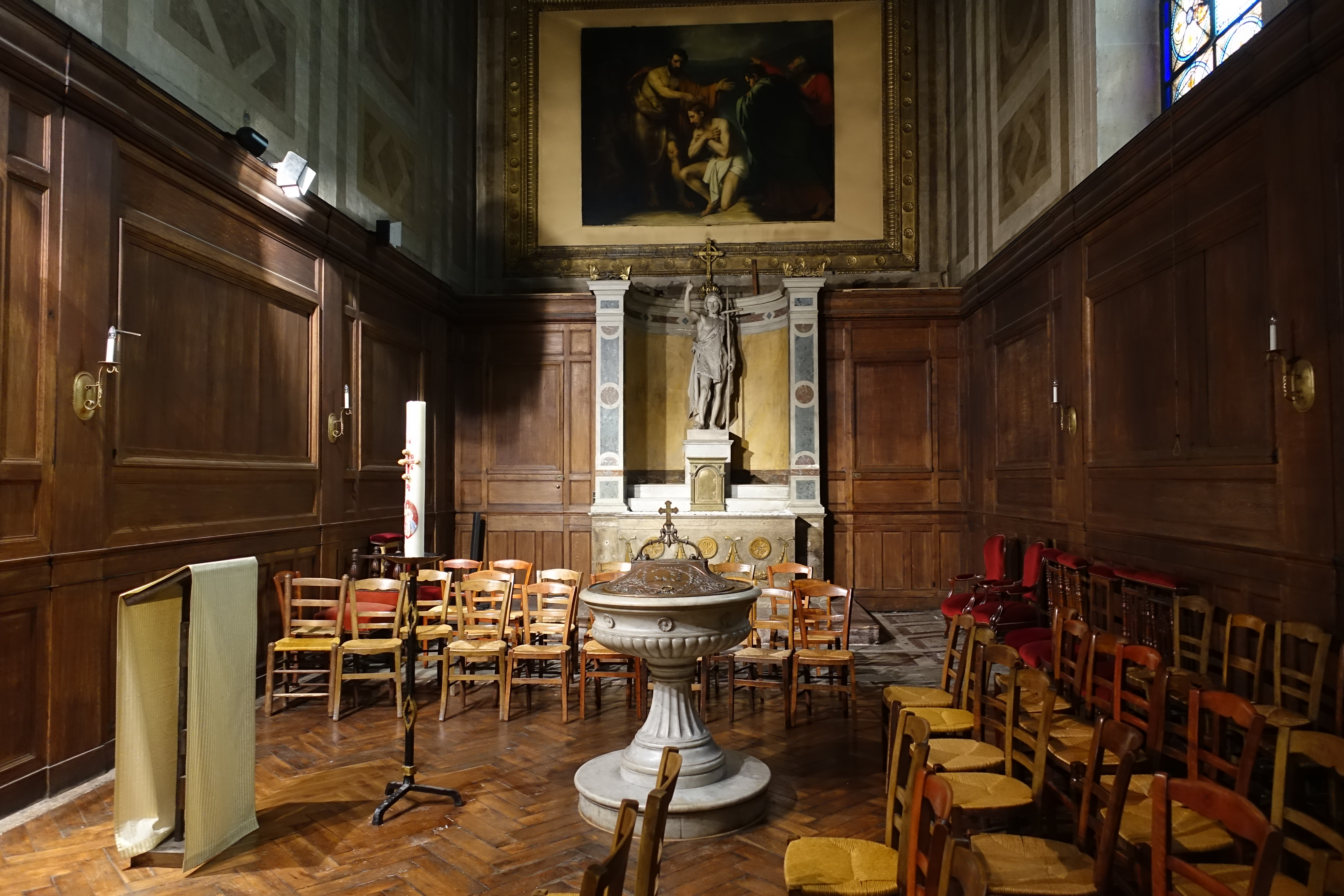
Fonts baptismaux dans la chapelle Saint-Jean-Baptiste.
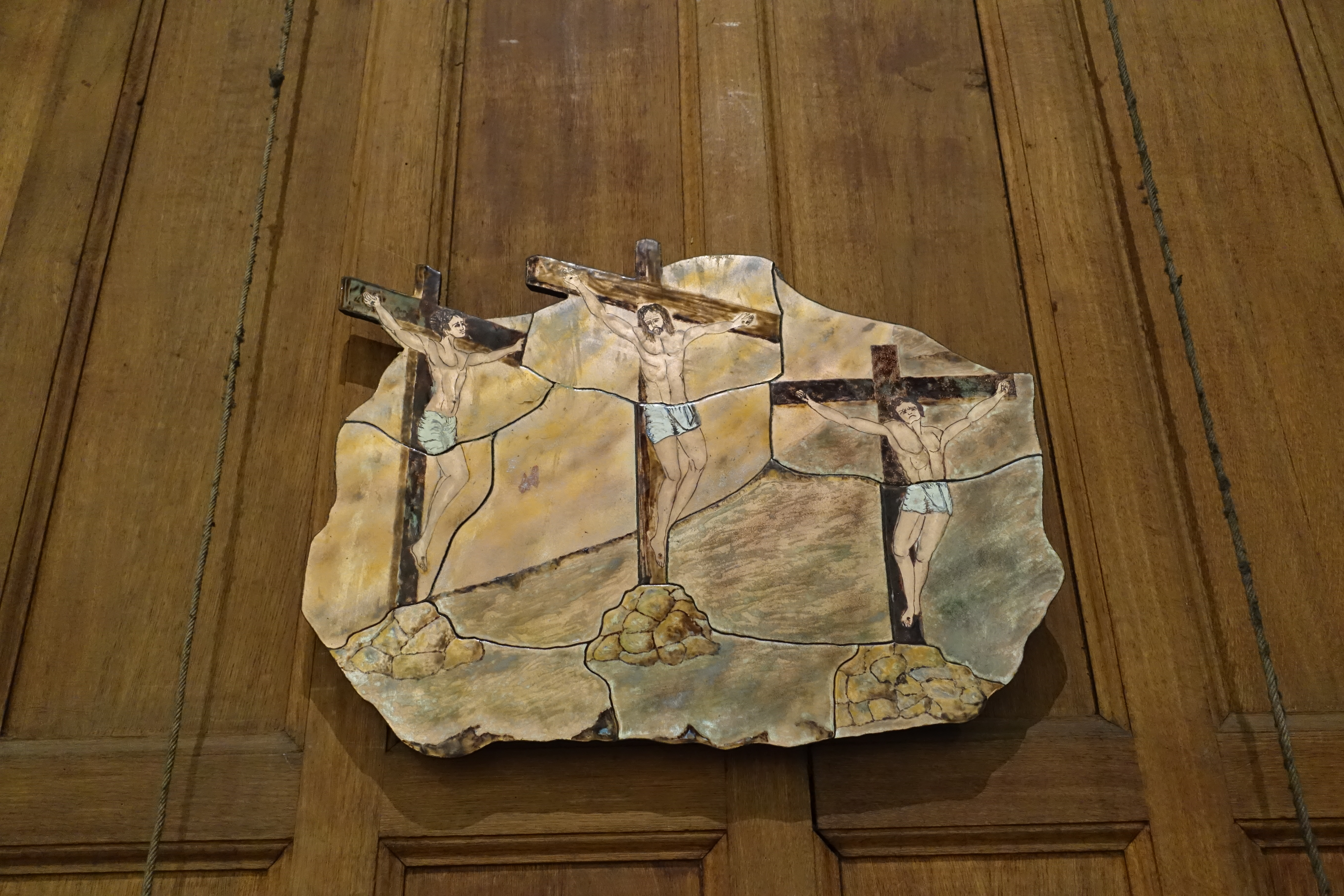
Chemin de croix, station XII, Jésus meurt sur la croix, Johanna Menei (1994).
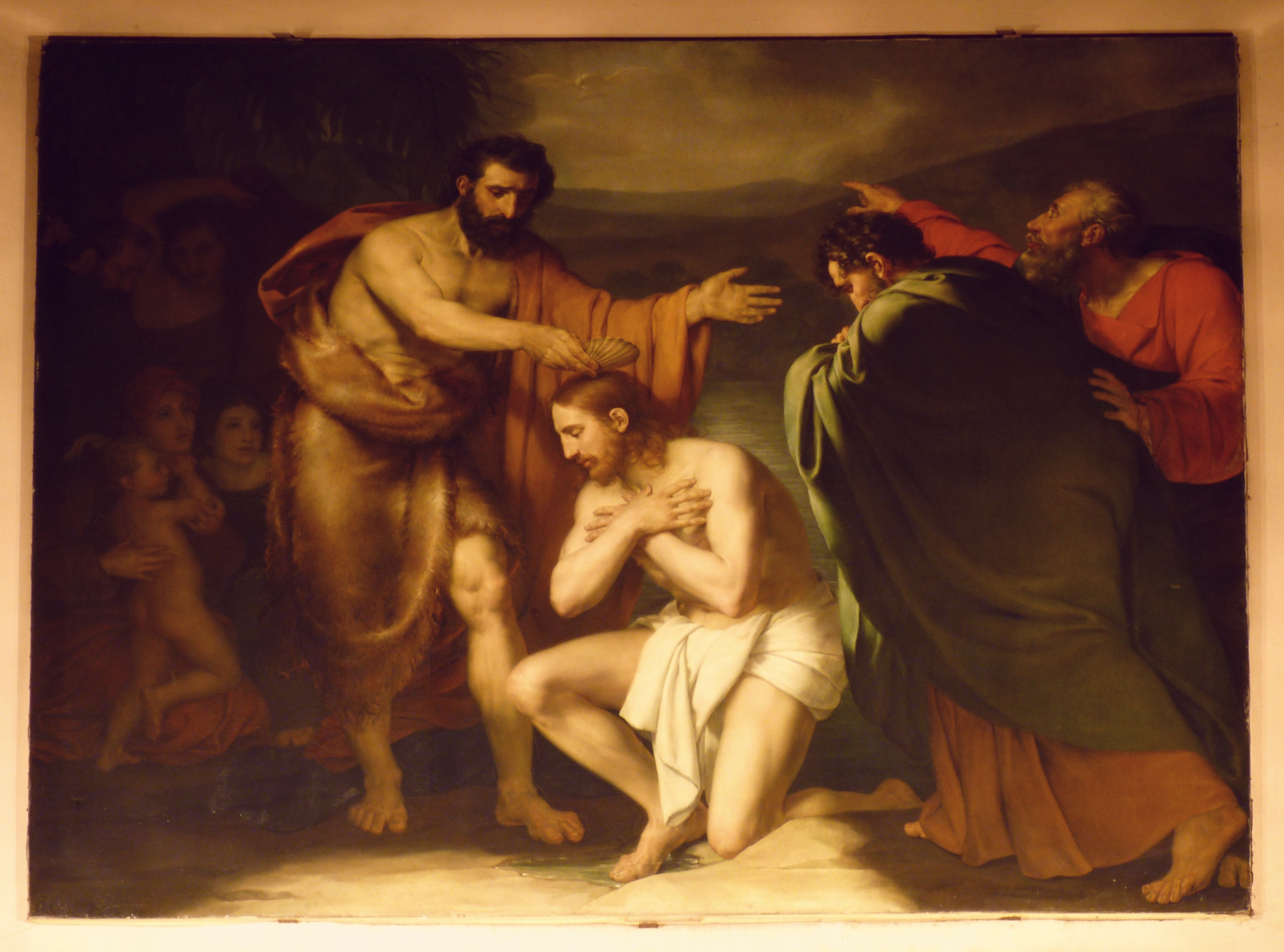
Le Baptême du Christ de Gabriel-Christophe Guérin (1819).